# 王栄祖
王 栄祖（おう えいそ、生没年不詳）は、モンゴル帝国に仕えた契丹人の一人。遼東地方・高麗国・大真国など東北アジア方面の平定に尽力したことで知られる。

## 概要
王栄祖はチンギス・カンによる最初の金朝遠征時にモンゴル帝国に降った王珣の長男で、父同様に武勇に長けることで知られていた。王珣が初めてムカリに降った時、王栄祖は当初質子（トルカク）としてムカリ軍に入ったが､ やがて信任を受けて一軍を率いるようになっていった。王珣が亡くなると、王栄祖は栄禄大夫・崇義軍節度使・義州管内観察使を継承し、ムカリの息子のボオルの配下に入った。新帝オゴデイが即位するとボオルとともに入朝し、オゴデイは王栄祖の武勇を聞いて力士3人の相手をさせたが、 王栄祖は3人とも倒してしまったため、オゴデイは自らのケシクに置くことを望んだという。しかし、折から「金の平章ジェブゲが遼東で活動していること」と「蒲鮮万奴が開元で自立していること」が問題となっており、遼東の地理に詳しい王栄祖はサリクタイの配下に入ってこれを討伐することになった。
王栄祖を含むサリクタイ軍は蓋州・宣城等の10城余りを攻略し、まず金の平章ジェブゲを敗死させた。郭琛・完顔曳魯馬・趙遵・李高奴らはジェブゲの死後も石城に拠って抵抗を続けたが、王栄祖の攻撃によって完顔曳魯馬は戦死し、趙遵・李高奴は投降した。サリクタイはここで得た1千余りの兵を自らの配下に入れようとしたが、王栄祖が説得して全員を解放させたという。
1229年（己丑）に入ると王栄祖は北京等路征行万戸の地位を授かって高麗に侵攻し、王栄祖の王京包囲に屈した高麗王は貢納の使者を差し出した（第一次モンゴルの高麗侵攻）。高麗から戻るとグユクの東夏国侵攻に従軍して蒲鮮万奴を生け捕りとし、その後は王族のアルチダイに従って興州で叛乱を起こした趙祁の討伐に向かった。趙祁の討伐後もその一党は景州・薊州一帯で掠奪を続けており、タングート・バートルとともに残党の平定に向かったが、王栄祖は無辜の民に害が及ばないよう尽力したという。
サリクタイ、王栄祖らが高麗を一時離れた後、高麗はモンゴルのダルガチを殺害して叛旗を翻していたため、王栄祖らは再び高麗国に侵攻した。王栄祖らが10城余りを平定すると高麗朝廷は偽の王子王綧を差し出して和平交渉を行ったが、結局は高麗側はモンゴルの要求を拒否し抗戦を続けることになった。1251年には第4代皇帝モンケの命によって王族のイェグが高麗に侵攻し、これに従軍した王栄祖は厳しく掠奪を禁じたため現地の民からは喜ばれたという。王栄祖はさらに五里山城を始め甕子城・竹林寨・苦苫数島を攻略する功績を挙げたため、モンケ・カアンより金幣を与えられ、その息子のために千人隊（ミンガン）を新設した。その後も王栄祖は高麗との戦闘を続け、遂に高麗が屈服して高麗王子王倎を差し出した際には王倎を連れてモンケ・カアンの下へ向かった。
しかし、この頃まさにモンケ・カアンは遠征先で急死しており、その弟のクビライに謁見し、沿辺招討使・兼北京等路征行万戸に任じられた。その後、間もなく病によって65歳で亡くなった。子供は13人いたが、特に王通・王泰・王興・王遇・王達・王廷・王璲の7名がよく知られている。